# Rule Breakers
Rule Breakers es una película dramática estadounidense de 2025 dirigida, escrita y producida por Bill Guttentag. La historia de la película sigue a la empresaria afgana Roya Mahboob, mujer visionaria que generó esperanza y oposición, y su coraje encendió un movimiento que transformó su nación para siempre.
La película se estrenó en Estados Unidos el 7 de marzo de 2025.

## Sinopsis
En una nación donde educar a las niñas se considera una rebelión, Roya Mahboob, una mujer visionaria se atreve a enseñar a las mentes jóvenes a soñar. Cuando su innovación atrae la atención mundial, su éxito genera esperanza y oposición. Mientras las amenazas se ciernen y se hacen sacrificios, su coraje y unidad encienden un movimiento que podría transformar el mundo para siempre.

## Reparto
- Nikohl Boosheri como Roya Mahboob
- Noorin Gulamgaus como Ali Mahboob
- Amber Afzali como Esin
- Nina Hosseinzadeh como Taara
- Sara Malal Rowe como Haadiya
- Mariam Saraj como Arezo
- Nasser Memarzia como Abdul
- Ali Fazal como Samir Sinha

## Estreno
En octubre de 2024, Angel Studios adquirió los derechos de distribución de la película y la estrenó en cines de Estados Unidos, Canadá, Sudáfrica y Sri Lanka el 7 de marzo de 2025.

## Recepción
Rule Breakers recibió reseñas generalmente positivas de parte de la crítica y de la audiencia. En el sitio web agregador de reseñas Rotten Tomatoes, la película posee una aprobación de 82%, basada en 28 reseñas, con una calificación de 6.5/10, mientras que de parte de la audiencia tiene una aprobación de 94%, basada en más de 250 votos, con una calificación de 4.6/5.
El sitio web Metacritic le dio a la película una puntuación de 55 de 100, basada en 5 reseñas, indicando "reseñas mixtas o promedio". Las audiencias encuestadas por CinemaScore le otorgaron a la película una "A" en una escala de A+ a F, mientras que en el sitio IMDb los usuarios le asignaron una calificación de 7.3/10, sobre la base de más de 570 votos.